# Psychedelické umění
Psychedelické umění je umění, které je inspirováno zvláštními stavy mozku při požití některých halucinogenních drog, jako jsou LSD, meskalin, psilocybin a dimethyltryptamin. Slovo „psychedelický“, které bylo poprvé použito britským psychologem jménem Humphry Osmond, znamená něco ve smyslu „projevení mysli“, „mysl otevírající“. Dle této definice by veškeré umělecké snahy zachytit vnitřní svět psychiky mohly být považovány za psychedelické. Obvykle když mluvíme o psychedelickém umění, myslí se tím především umělecká tvorba 60. let. Koncertní plakáty, obaly desek, nástěnné malby, komiksy, undergroundové noviny a další odrážely nejen kaleidoskopicky vířící vzory a terče typické pro LSD halucinace, ale také revoluční politické, sociální a duševní poznatky získané právě z těchto nových psychedelických stavů vědomí.

## Charakteristické rysy
Psychedelické umění, nebo jinak umění pod vlivem halucinogenů, má několik typických vlastností. Jedná se o metafyzické, kaleidoskopické a fantaskní tvary, světlé, nebo naopak vysoce kontrastní barvy, extrémní soustředěnost na detaily, spirály, soustředné kruhy, typické je také opakování motivů, ruční nápisy a inovativní typografie, deformace vnímání prostoru.

## Počátky
Odrazovým můstkem pro zkoumání psychedelického umění bylo s největší pravděpodobností objevení LSD Albertem Hofmannem počátkem 40. let. S touto látkou se dlouho experimentovalo; LSD tak, jak ho známe dnes, bylo až 25. derivací původní látky, a sám Hofmann vůbec netušil, že mu pod rukama vzniká zatím jeden z nejvýznamnějších halucinogenů. Umělci začali s touto drogou provádět pokusy a zjistili, že jim to pomáhá otevřít svou mysl novým poznatkům, zkušenostem a vjemům, a svoje zážitky vyjadřovali právě uměleckou tvorbou. Největší boom byl v 60. letech, a to v San Franciscu. Spolu s technikou se vyvíjí i psychedelické umění. Dnes se dají vytvářet různé animace a grafiky v počítači, světelné show, známe mnoho programů, ve kterých si i každý laik může vytvořit vlastní hudební skladby bez pomoci jakýchkoli hudebních nástrojů.